# Batalha de Zela (47 a.C.)
A Batalha de Zela foi uma batalha travada em 47 a.C. entre as forças da República Romana, lideradas por Júlio César, e as do Reino do Bósforo, lideradas pelo rei Fárnaces II, filho de Mitrídates VI do Ponto, o antigo inimigo de Roma nas Guerras Mitridáticas.

## Contexto
Depois de sua vitória na Batalha do Nilo, César viajou com uma de suas legiões veteranas, a VI Ferrata, bastante experiente por anos de contínuas batalhas, na época com apenas 1 000 homens, para enfrentar Fárnaces II, do Reino do Bósforo, que aproveitou a guerra civil romana para invadir o Reino da Capadócia, a Armênia Parva e a província romana do Ponto, um território que no passado havia sido de seu pai, o rei Mitrídates VI do Ponto, derrotado décadas antes por Pompeu e Lúculo na Terceira Guerra Mitridática.
Ao saber que o governador romano da Ásia, Cneu Domício Calvino, havia sido forçado a enviar duas de suas três legiões para ajudar César no Egito no final de 48 a.C., Fárnaces invadiu o território romano e derrotou Calvino na Batalha de Nicópolis, ocupando posteriormente todo o território, uma ocupação marcada por saques e abusos contra a população e, especialmente, contra os romanos.
César partiu do Egito em 7 de junho de 47 a.C., zarpando de Alexandria rumo a Antioquia e dali para a Anatólia. No caminho, César soube que a situação era crítica em Roma, administrada pelo seu legado Marco Antônio, e, por isso, tinha pressa para terminar a campanha no oriente. Seu exército foi reforçado por tropas alistadas entre os reinos aliados na região, como foi o caso da Legio XXII Deiotariana, formada por recrutas do Reino da Galácia (Deiótaro foi obrigado a ajudar por ter se aliado antes aos pompeianos). César conseguiu resolver facilmente os conflitos latentes na Síria, Cilícia e Ásia, intocadas pela invasão de Fárnaces, e deixou a região sob o comando de seu parente Sexto Júlio César. Chegando ao Ponto, César unificou sua legião (a VI Ferrata) com os auxiliares locais e os sobreviventes da Batalha de Nicópolis. Fárnaces ainda tentou negociar uma saída diplomática, mas foi rechaçado por César.
Fárnace então ocupou e fortificou as colinas perto de Zela, um local onde seu pai havia vencido uma batalha em 67 a.C., esperando repetir o mesmo sucesso. César acampou a cerca de oito quilômetros de distância e, na noite de 31 de julho, ordenou que suas forças se aproximassem secretamente das posições inimigas.

## Batalha de Zela
Depois de dias de mútua vigilância, Fárnaces, alardeando seu desprezo pelas tropas romanas, dispôs em formação seu exército enquanto César e sua primeira linha estavam de frente para suas trincheiras e o resto estava trabalhando nas fortificações do acampamento, deixando sua forte posição defensiva nas colinas que circundavam o vale. César ordenou que os trabalhos fossem abandonados e dispôs todo seu exército em formação de batalha. A batalha começou e a VI Ferrata conseguiu defender sua posição na ala direita romana; pouco depois, o flanco esquerdo e o centro do exército de Fárnaces foram postos em fuga com pesadas baixas; o flanco direito foi cercado. Todas as forças de Fárnaces foram mortas ou capturadas e somente suas coortes mais leais permaneciam na reserva em seu acampamento fortificado. Contudo, elas pouco puderam fazer diante do poderoso assalto romano que se seguiu e uns poucos sobreviventes fugiram em desordem colina abaixo.

## Eventos posteriores
A parte de seu exército estava morto ou capturada, mas ainda assim Fárnaces conseguiu fugir com mil cavaleiros para Sinope. Fárnaces recrutou mercenários citas e sármatas em Teodósia e Panticapeu, mas foi derrotado e morto por Asandro depois de quinze anos no trono. Calvino foi incumbido de perseguir os sobreviventes com a cavalaria ligeira enquanto César repartia o butim amealhado entre seus soldados. Depois de dispensar os auxiliares de Deiótaro, César enviou a VI Ferrata de volta para a Itália e deixou duas legiões no Ponto sob o comando de Célio Vinciano. Depois disto, marchou pela Galácia e pela Bitínia reorganizando o governo destas regiões. Mitrídates de Pérgamo, seu fiel aliado na campanha do Egito, recebeu o trono do Reino do Bósforo, que era de Fárnaces II. Terminada a reforma, César finalmente voltou para Roma.
A campanha contra Fárnaces durou apenas cinco dias. Foi tão rápida e contundente que Plutarco conta que César teria dito "Veni, vidi, vici", uma de suas frases mais famosas.
Porém, a guerra civil ainda não havia acabado, pois os pompeianos sobreviventes da Batalha de Farsalos formaram um novo exército na África Velha.